# Assedio di Schenckenschans (1599)
L’assedio di Schenkenschans del 1599, detto anche primo assedio di Schenkenschans, fu un assedio combattuto presso la città di Schenkenschans (attuale Germania) dal 28 aprile al 2 maggio 1599, nell'ambito della guerra degli ottant'anni. Schenkenschans ospitava una guagnigione composta in gran parte da inglesi e venne assediata dalle truppe spagnole di Francisco de Mendoza. L'assedio fallì con diverse perdite per gli spagnoli che vennero costretti alla ritirata quando giunsero i rinforzi olandesi.

## Antefatto
Nel 1586, Maartin Schenck e Roger Williams erano stati compagni d'arme in una campagna nella contea di Vestfalia che si era spinta sino a Kaiserswerth. In Gheldria si trovava una fortezza nota col nome di Schenckenschanz (letteralmente "fortificazione di Schenck"), che era stata costruita alla confluenza del fiume Waal con il Reno. Maurizio d'Orange rafforzò successivamente questa fortezza con dei terrapieni e due bastioni, oltre alla costruzione di alcuni ponti sui vari fossati presenti. Da questa posizione strategica rilevante, la fortezza sarebbe stata inevitabilmente oggetto di attacchi. Nel 1599, l'esercito del principe d'Orange si trovava presso i due fiumi a difendere Schenckenschans, Nimega e Doesburg. Schenckenschans stessa disponeva di 800 soldati e un centinaio di pionieri, quasi tutti inglesi al comando di Francis Vere che ad ogni modo al momento dell'assedio si trovava a L'Aia.
Francisco de Mendoza, ammiraglio d'Aragona, si trovava anch'egli nella Gheldria e ottenne l'ordine da Alberto VII d'Asburgo di catturare la città di Schenkenschans che gli spagnoli definivano "la chiave delle isole". Una volta ottenuto il controllo della fortezza locale, gli spagnoli sarebbero stati in grado di bloccare il dilagare degli olandesi. Il 17 aprile l'arciduca lasciò una parte dei suoi uomini sul Reno e due giorni dopo Mendoza marciò alla volta di Schenkenschans.

## L'assedio
Il 28 aprile gli eserciti di Mendoza e di Frederik van den Bergh si incontrarono a Griethausen presso Cleve. Le forze combinate in totale ammontavano a 19 000 uomini di cui 2000 cavalieri. Il gruppo attraversò quindi il Reno a bordo di barche tra Rees ed Emmerich. Gli spagnoli piazzarono le loro batterie d'artiglieria (un cannone pesante e nove cannoni più piccoli, oltre a 12 altri cannoni in arrivo) ed aprirono il fuoco sulla fortezza, colpi a cui gli olandesi risposero con vigore. Malgrado gli sforzi, Mendoza non fu in grado di creare particolari danni alle difese degli inglesi.
Trovandosi però in minor numero rispetto al nemico, la guarnigione inglese di Schenkenschans necessitava comunque di aiuti. La notte del 1º maggio, un gruppo di olandesi comandati dal colonnello vallone Claude La Barlotte si imbarcò con un esercito di 500 uomini presso il corso della Mosa in gran segreto. Sbarcò ad Hedel nella regione di Bommelerwaard e quando Mendoza si accorse di questo movimento gli olandesi erano ormai sul posto. Inoltre, gli inglesi all'interno della fortezza vennero rinforzati due giorni dopo da 800 cavalieri inviati loro da Maurizio d'Orange. Le forze di Barlotte, quando si accorsero di essere in netta inferiorità numerica rispetto agli spagnoli, fuggirono a nord in direzione di Zaltbommel, inseguiti dagli spagnoli che ad ogni modo lasciarono così libera la città dall'assedio.

## Conseguenze

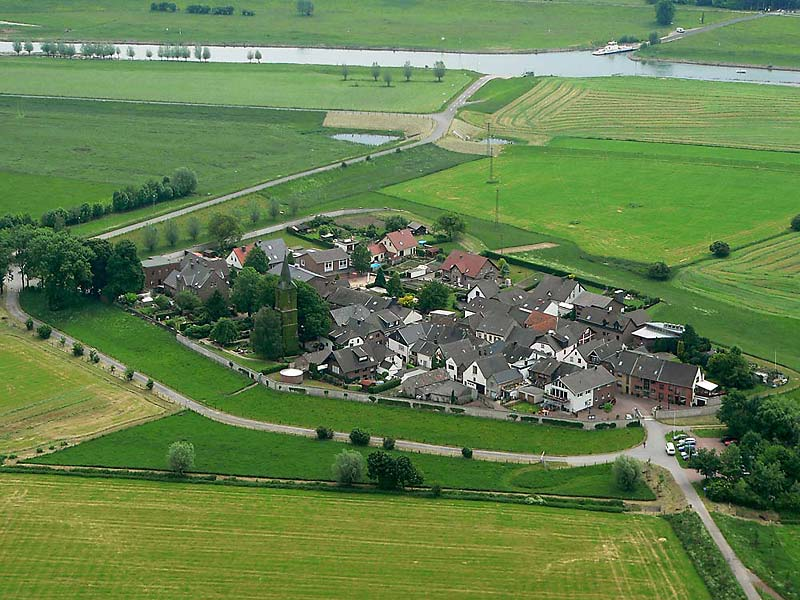
La città di Schenkenschanz (in Germania), oggi

L'11 maggio Mendoza, con un nuovo piano in mente, prese il forte di Crevecoeur cogliendo i nemici di sorpresa ed utilizzando il posto come base per un'offensiva successiva. Maurizio ad ogni modo aveva già intuito le intenzioni degli spagnoli e sperava che il gruppo volesse lanciare un nuovo attacco contro Schenkenschans e per questo trincerò nuovamente la cittadina.
Schenkenschans rimase nelle mani degli Stati Generali olandesi sino al 1630 quando a causa di un tradimento da parte del comandante locale che venne comprato per denaro, tornò agli spagnoli. Durante l'l'assedio del 1635–1636 gli olandesi non poterono però impedire che gli spagnoli razziassero la città ed il forte.